# Alphons Diepenbrock
Alphonsus "Alphonse" Johannes Maria Diepenbrock (født 2. september 1862 i Amsterdam, Holland, død 5. april 1921) var en hollandsk komponist.
Diepenbrock var en af disse sjældne selvlærte komponister, som skabte en meget personlig stil ved en blanding af 16 hundredetallets polyfoni med Richard Wagners kromatiske motiver. Han blandede senere Impressionismen fra Claude Debussy ind i sin musik. 
Han var Hollands første bud på noget nationalt, og var en af de første fra Nederlandene, som vakte opmærksomhed internationalt.
Han har komponeret vokal og orkesterværker. Diepenbrock havde interesse i alle kunstens discipliner, og havde meget af sin inspiration fra store digtere såsom Goethe og Nietzsche.

## Udvalgte værker
- De Vogels
- Hymne an die Nacht
- Elektra
- Marsyas
- Die Nacht
- Te Deum
- Missa in Die Festo
- Im Grossen Schweigen
- Vondels vaart naar Agrippine
- Ik ben in eenzaamheid niet meer alleen

## Weblinks
- Alphons Diepenbrock Oeuvrecatalogus - online database of all compositions in NL und EN